# Newark Bay (vik i USA)

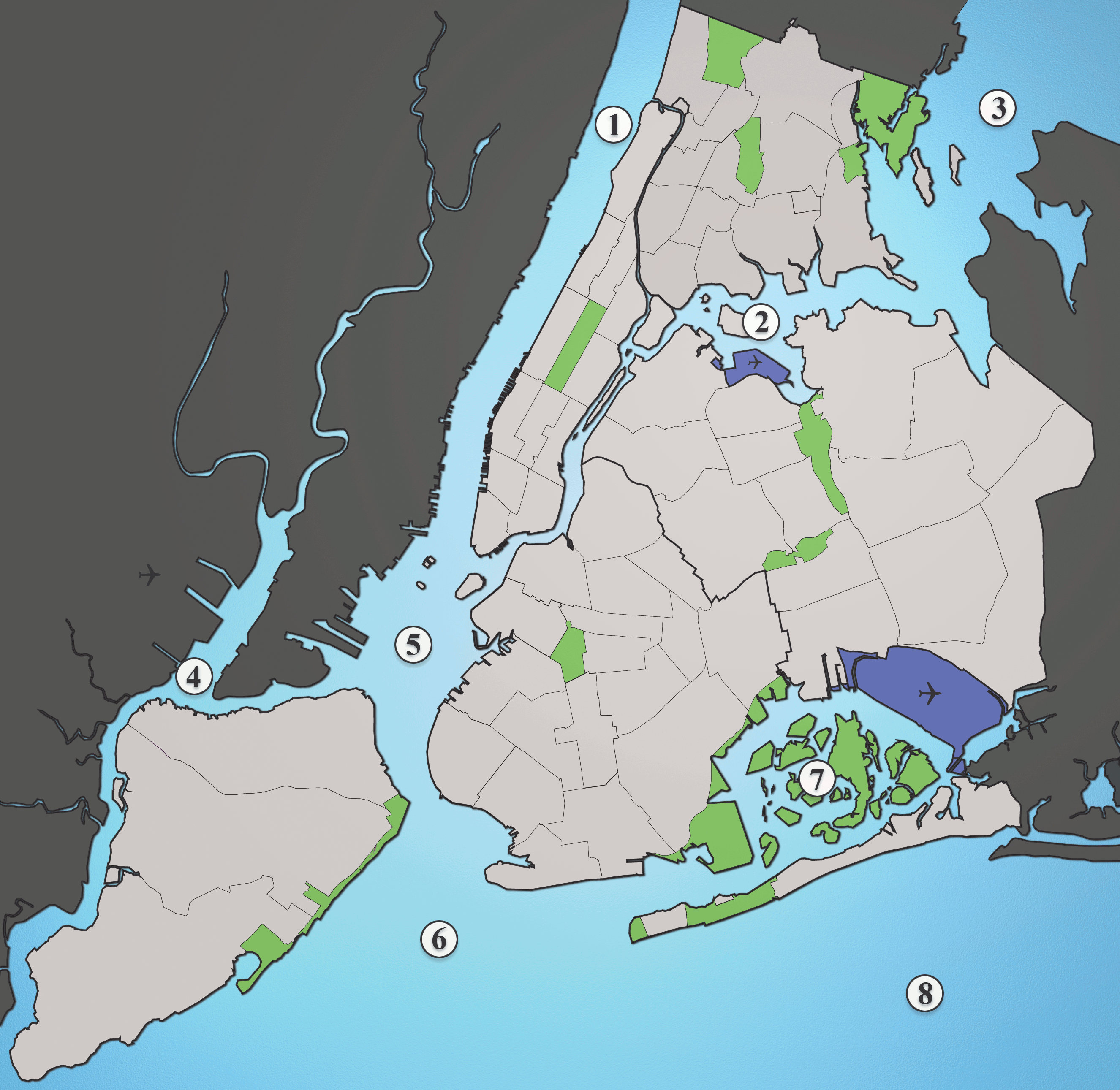
Newark Bay markerad med (4) till vänster på kartan.

Newark Bay är en omkring 9 kilometer lång och 1–2 kilometer bred havsvik på USA:s östkust, huvudsakligen belägen i delstaten New Jersey med en mindre del i söder i delstaten New York. Viken ligger i västra delen av New Yorks storstadsregion och avgränsas i väster av städerna Newark och Elizabeth, i öster av halvön Bergen Neck med städerna Jersey City och Bayonne, i söder Staten Island i staden New York och i norr staden Kearny. De viktigaste tillflödena är Passaic River och Hackensack River, som rinner ut i vikens norra ände. 
De två sunden som avgränsar Staten Island från fastlandet, Kill Van Kull och Arthur Kill, förenar viken österut med Upper New York Bay respektive söderut med Raritan Bay.
I viken ligger Newark-Elizabeths hamnterminal, USA:s tredje största containerhamn och en del av Port of New York and New Jersey, och viken är därför livligt trafikerad av kommersiell sjöfart.